# Dala, Falköpings kommun
Dala är kyrkbyn i Dala socken och ligger några kilometer öster om Stenstorp i Falköpings kommun. Från 2015 avgränsar SCB här en småort.
Dala kyrka återfinns här. I byn finns fornminnen i form av en gånggrift och Dala domaresäte.
Dala var en av stationerna på Hjo–Stenstorps Järnväg.